# Васић
Васић је српско, хрватско и босанско презиме, патроним настао од Васа и Васо (умањенице Василије и Васоје).

## Географска распрострањеност
Од 2014. године 77,3% свих познатих носилаца презимена Васић били су становници Србије (фреквенција 1:285), 14,9% Босне и Херцеговине (1:731) и 1,4% становника Хрватска (1:9,418).
У Србији је учесталост презимена била већа од републичког просека (1:285) у следећим окрузима:
- 1. Мачвански округ (1:79)
- 2. Поморавски округ (1:121)
- 3. Расински округ (1:143)
- 4. Браничевски округ (1:153)
- 5. Подунавски округ (1:160)
- 6. Колубарски округ (1:188)
- 7. Нишавски округ (1:265)
- 8. Београд (1:270)
- 9. Топлички округ (1:284)

## Људи
- Дејан Васић (рођен 1980), српски фудбалер
- Кара-Марко Васић (сп. 1804–15), српски револуционар
- Милан Васић (1928–2003), српски историчар
- Милош Васић (рођен 1991), српски веслач
- Никола Васић (рођен 1984), српски кошаркаш
- Соња Васић (рођена 1989), српска кошаркашица